# طوني كو
طوني كو (بالإنجليزية: Tony Coe)‏ هو عازف كلارينيت وملحن بريطاني، ولد في 29 نوفمبر 1934 في كانتربيري في المملكة المتحدة.

## وصلات خارجية
- طوني كو على موقع IMDb (الإنجليزية)
- طوني كو على موقع ميوزك برينز (الإنجليزية)
- طوني كو على موقع أول ميوزيك (الإنجليزية)
- طوني كو على موقع ديسكوغز (الإنجليزية)
- طوني كو على موقع قاعدة بيانات الفيلم (الإنجليزية)